# ریموند کوپا
ریموند کوپا (به فرانسوی: Raymond Kopa) (زاده ۱۳ اکتبر ۱۹۳۱ – درگذشته ۳ مارس ۲۰۱۷) بازیکن فوتبال و هافبک اهل فرانسه بود که از سال ۱۹۵۲ تا ۱۹۶۲ میلادی عضو تیم ملی فوتبال فرانسه بوده‌است. وی در ۴۵ بازی ملی حضور داشته است و در بازی‌های ملی‌اش ۱۸ گل به ثمر رساند.
او در مارس ۲۰۰۴ توسط پله به عنوان یکی از ۱۲۵ بازیکن برتر تاریخ جهان برگزیده شد. او موفق شد در سال ۱۹۵۸ توپ طلا را از آن خود کند.